# Heinrich Rubens
Heinrich Rubens (Wiesbaden, 30 de março de 1865 — Berlim, 1 de julho de 1922) foi um físico alemão.
Rubens foi Privatdozent de física desde 1892 na Universidade Humboldt de Berlim, onde foi então Dozent em 1895. Em 1900 foi professor da Universidade Técnica de Berlim, e em 1903 professor da Academia Técnica Militar em Berlim, e desde 1906 novamente professor da Universidade Humboldt.
Rubens estudou a radiação eletromagnética, especialmente na faixa infravermelha. Em 1900 provou mediante medições que a aproximação de Wien não era aceitável para grandes comprimentos de onda. Desenvolveu o Tubo de Rubens, um experimento relacionando ondas sonoras com pressão do ar.
Recebeu a Medalha Rumford de 1910.
Participou da 1ª e 2ª Conferência de Solvay.
Sua sepultura está localizada no Alter St.-Matthäus-Kirchhof Berlin.